# 1924 no teatro

## Nascimentos
| Data           | Nome                   | Profissão             | Nacionalidade  | Observações | Ref   |
| -------------- | ---------------------- | --------------------- | -------------- | ----------- | ----- |
| 10 de abril    | Lee Bergere            | actor                 | Estados Unidos | m. 2007     |       |
| 22 de abril    | Carmen Dolores         | atriz                 | Portugal       |             | [ 1 ] |
| 18 de maio     | Priscilla Pointer      | atriz                 | Estados Unidos | m. 2025     |       |
| 19 de maio     | Vasco Morgado          | empresário teatral    | Portugal       | m. 1978     |       |
| 25 de julho    | Leonardo Villar        | ator                  | Brasil         |             |       |
| 10 de setembro | Luiz Francisco Rebello | dramaturgo            | Portugal       |             |       |
| 27 de outubro  | Renato Consorte        | ator                  | Brasil         | m. 2009     |       |
| 19 de novembro | Bernardo Santareno     | escritor e dramaturgo | Portugal       | m. 1980     |       |

## Mortes
| Data | Nome | Profissão | Nacionalidade | Observações | Ref |
| ---- | ---- | --------- | ------------- | ----------- | --- |